# التجمع القومي العربي
التجمع القومي العربي هو حزب سياسي تونسي أسسه المحامي البشير الصيد عام 1981، غير أنه لم يحصل على تأشيرة العمل القانوني سواء في عهد الرئيس الحبيب بورقيبة أو بعده. ثم ظهر عام 1988 حزب ثان قومي التوجه يسمى الاتحاد الديمقراطي الوحدوي وقد أسسه عبد الرحمان التليلي وقد ضم عددا من التيارات القومية، ولم ينضم إليه البشير الصيد وأصدقاؤه الذين اتهموا الحزب الجديد بأنه جاء لضرب حزبهم. وهم يصدرون بين الفينة والأخرى بيانات باسم الوحدويون الناصريون بتونس.